# Super Mario Bros.: The Lost Levels
Super Mario Bros.: The Lost Levels és un joc de plataforma 2D de moviment lateral desenvolupat i publicat per Nintendo com la primera seqüela del seu joc més venut de 1985 Super Mario Bros. Els jocs són similars en estil i jugabilitat, però The Lost Levels augmenta molt la dificultat. Com l'original, Mario o Luigi s'aventuren per rescatar la Princesa Peach d'en Bowser. A diferència de l'original, el joc no té cap opció per a dos jugadors i Luigi es diferencia del seu germà per una menor fricció amb el terra i un salt més elevat. També introdueix contratemps per al jugador, com ara bolets verinosos, portals de nivell contraproduents i ràfegues d'aire a mig nivell. El joc té 32 nivells a través de vuit mons així com 20 nivells de bonificació.
The Lost Levels va ser publicat al Japó per a la Famicom Disk System com a Super Mario Bros. 2 (スーパーマリオブラザーズ2, Sūpā Mario Burazāzu Tsū) el juny de 1986, degut a l'èxit del seu predecessor. Va ser desenvolupat per Nintendo R&D4 - l'equip dirigit pel creador de Mario, Shigeru Miyamoto - i dissenyat pensant en jugadors experimentats del primer joc. Nintendo of Amèrica va considerar el joc massa difícil per al públic nord-americà i va decidir escollir un altre joc per a dur el nom de Super Mario Bros. 2 a la regió. Va fer una versió a mida del joc japonès Doki Doki Pànic. Així, a part de japó, la resta de països del món no van poder experimentar el Super Mario Bros. 2 original fins a l'aparició per a SNES del recopilatori Super Mario All-Stars, que el va incloure amb el nom de Super Mario Bros.: The Lost Levels. El joc ha estat editat més tard per a Game Boy Color (com a desbloquejable dins de Super Mario Bros. Deluxe), Game Boy Advance, Consola Virtual (Wii, Nintendo 3DS, i Wii U), i Nintendo Switch.
El març del 2023 el grup de Projecte 'Ce Trencada' va traduir de manera comunitària i no oficial el joc en català.